# Suk Ahras
Suk Ahras (arab.  سوق أهراس , fr. Souk Ahras, w starożytności Tagasta) – miasto w północno-wschodniej części Algierii, stolica prowincji Suk Ahras; ok. 180 tys. mieszkańców.
W okresie istnienia cesarstwa rzymskiego miasto znane było jako Tagasta i należało do prowincji Numidia. Wzmianki o Tagaście znajdują się w dziełach Pliniusza Starszego, historyka rzymskiego z I w. n.e. oraz w Itinerarium Antonini z III w., aczkolwiek brak bardziej szczegółowych danych nt. wczesnej historii miasta. Miasto jest znane głównie jako miejsce narodzin Świętego Augustyna. Dziś Tagasta jest katolickim biskupstwem tytularnym.